# Scyra quadridens
Scyra quadridens (лат.) — вид морских крабов из семейства Epialtidae. В ископаемом виде неизвестны.

## Внешний вид и строение
Максимальная длина карапакса 40 мм. Его передняя часть сужена, а боковые поверхности нерезко отграничены от верхней. Предглазничные шипы острые. Передний боковой вырост карапакса довольно широкий, с 2 зубцами, заднебоковой с 1 острым шипом. Между выростами карапакс сильно перетянут. Его поверхность бугорчатая.

## Распространение и места обитания
Распространен на Западном побережье Тихого океана от Гонконга до залива Петра Великого и западной части острова Сахалин, у восточного побережья Японских островов, у южных Курил и южных берегов Сахалина. Встречается на глубине от 2 до 320 м, держится чаще всего у берегов среди водорослей..

## Scyra quadridensи человек
Безвреден для людей, не являются объектом промысла. Охранный статус вида не оценивался.